# ウォルター・エルサッサー
ウォルター・エルサッサー（Walter Maurice Elsasser、1904年3月20日-1991年10月14日）は、マンハイム出身のドイツ系ユダヤ人の物理学者で、「ダイナモ理論の父」と呼ばれる。
ダイナモ理論で知られるようになるずっと前のゲッティンゲンにいた1920年代に、彼は電子の波動性を検証する実験を提案した。この提案は後に同僚のマックス・ボルンを通してイギリスの物理学者に伝えられた。これによってデヴィソン-ガーマーの実験の結果を説明し、ジョージ・パジェット・トムソンは後にノーベル物理学賞を受賞した。
ユダヤ系のためにナチスに追われて、パリで働いていた（後にアメリカ合衆国に移住）。
1935年には、エルサッサーは放射性重元素核中の陽子と中性子の結合エネルギーを計算した。エルサッサーが最初に考案したこの公式を用いた研究によって、ユージン・ウィグナー、マリア・ゲッパート・メイヤー、ヨハネス・ハンス・イェンゼンの3人は1963年度のノーベル物理学賞を受賞した。エルサッサーは自身は、2度ノーベル賞にノミネートされたが、受賞はならなかった。
1946年から1947年にかけて、エルサッサーは、は地球の電磁場は液体核の渦電流に由来するという理論の概略を示した論文を公表した。この理論は、戦中の1941年頃にUS Signal Corpsで働いていた余暇の時間に考えていた理論を発展させたものだった。
晩年は、今日システム生物学と呼ばれるようになった学問に興味を持ち、Journal of Theoretical Biology誌に一連の論文を投稿した。この分野に関するエルサッサーの最終的な見解は、1987年及び死後の1998年に出版された著書Reflections on a Theory of Organismsから見ることができる。1991年にメリーランド州ボルチモアで死去した。

## 出版物
- The Physical Foundation of Biology.  An Analytical Study, (1958), Pergamon Press, London
- Atom and Organism.  A New Approach to Theoretical Biology, (1966) Princeton University Press
- The Chief Abstractions of Biology, (1975), North Holland, Amsterdam.
- Memoirs of a Physicist in the Atomic Age, (1978)
- The role of individuality in biological theory, (1970) in Towards a Theoretical Biology vol.3 Edinburgh University Press
- Reflections on a Theory of Organisms. Holism in Biology, (1998) Johns Hopkins University Press (JHU).